# Aeropuerto de Bella Unión
Aeropuerto de Bella Unión (OACI: SLBN) es una pista de aterrizaje a 20 kilómetros (12 millas) al noreste de Santa Ana del Yacuma, una ciudad en el Departamento de Beni de Bolivia. La pista de aterrizaje está al lado de una curva en el río Mamoré.
La Baliza no direccional de Santa Ana (Ident: ANA ) está ubicada a 11,7 millas náuticas (21,7 km) al suroeste de la pista de aterrizaje.